# حرکت خطی

حرکت خطی

حرکت خطی یک حرکت در طول یک خط مستقیم است، این نوع از حرکت می‌تواند تنها با استفاده از یک بعد به صورت ریاضیاتی توصیف شود. این نوع حرکت دارای دو نوع است:
1. حرکت خطی یکنواخت که در آن سرعت ثابت یا شتاب صفر است.
2. حرکت خطی غیر یکنواخت که در آن شتاب غیر صفر است.

## برخی از معادله‌ها
در صورتی‌که شتاب جسمی که حرکت می‌کند ثابت باشد برای کمیت‌های فیزیکی شتاب، سرعت، زمان و جابه جایی با استفاده از معادله حرکت می‌توان نوشت:
{\displaystyle \mathbf {V_{f}} =\mathbf {V_{i}} +\mathbf {a} \mathbf {t} \;\!}
{\displaystyle \mathbf {d} =\mathbf {V_{i}} \mathbf {t} +{\begin{matrix}{\frac {1}{2}}\end{matrix}}\mathbf {a} \mathbf {t} ^{2}}
{\displaystyle {\mathbf {V_{f}} }^{2}={\mathbf {V_{i}} }^{2}+2{\mathbf {a} }\mathbf {d} }
{\displaystyle \mathbf {d} ={\tfrac {1}{2}}\left(\mathbf {V_{f}} +\mathbf {V_{i}} \right)\mathbf {t} }
در این‌جا:
{\displaystyle \mathbf {V_{i}} }: سرعت اولیه
{\displaystyle \mathbf {V_{f}} }: سرعت نهایی
{\displaystyle \mathbf {a} }: شتاب
{\displaystyle \mathbf {d} }: جابه‌جایی
{\displaystyle \mathbf {t} }: زمان